# 本荘藩
本荘藩（ほんじょうはん）は、出羽国（後の羽後国）の由利郡にあった藩。藩庁は本荘城（現在の秋田県由利本荘市）に置かれた。

## 藩史
六郷氏は戦国時代には出羽国山本郡六郷を支配する国人領主で、仙北七人衆の一に数えられていた。六郷政乗のとき豊臣秀吉の小田原征伐に従軍し、慶長5年（1600年）の関ヶ原の戦いでは東軍に与して小野寺氏を攻撃した。戦後その功績により六郷4500石から、佐竹義宣が移封された後の常陸国新治郡府中に1万石の大名として加増移封された。
元和9年（1623年）に最上氏が改易された後、その旧領である出羽国本荘に2万石で加増移封され、政乗は本荘藩の藩祖となった。以後六郷氏の藩主は11代続いて明治時代に至った。
文化元年（1804年）に起きた文化の大地震では、それまでは潟湖だった象潟が隆起して陸地化したため蚶満寺との間にその土地をめぐって係争が起きている。

## 歴代藩主
六郷家
外様、2万石
| 代 | 氏名                       | 官位            | 在職期間                            | 享年 | 備考                                                |
| -- | -------------------------- | --------------- | ----------------------------------- | ---- | --------------------------------------------------- |
| 1  | 六郷政乗 ろくごう まさのり | 従五位下 兵庫頭 | 元和9年 - 寛永11年 1623年 - 1634年  | 68   | 常陸府中藩より転封。 出羽国の武将・六郷道行の長男。 |
| 2  | 六郷政勝 ろくごう まさかつ | 従五位下 伊賀守 | 寛永11年 - 延宝4年 1634年 - 1676年  | 69   | 初代藩主・政乗の長男。                              |
| 3  | 六郷政信 ろくごう まさのぶ | 従五位下 佐渡守 | 延宝4年 - 貞享2年 1676年 - 1685年   | 51   | 2代藩主・政勝の長男。                               |
| 4  | 六郷政晴 ろくごう まさはる | 従五位下 伊賀守 | 貞享2年 - 享保20年 1685年 - 1735年  | 67   | 3代藩主・政信の長男。                               |
| 5  | 六郷政長 ろくごう まさなが | 従五位下 丹後守 | 享保20年 - 宝暦4年 1735年 - 1754年  | 49   | 4代藩主・政晴の次男。                               |
| 6  | 六郷政林 ろくごう まさしげ | 従五位下 兵庫頭 | 宝暦4年 - 天明5年 1754年 - 1785年   | 61   | 六郷政蔭（4代藩主・政晴の三男）の長男。             |
| 7  | 六郷政速 ろくごう まさちか | 従五位下 丹後守 | 天明5年 - 文化9年 1785年 - 1812年   | 49   | 6代藩主・政林の三男。                               |
| 8  | 六郷政純 ろくごう まさずみ | 従五位下 丹後守 | 文化9年 - 文政5年 1812年 - 1822年   | 22   | 7代藩主・政速の三男。                               |
| 9  | 六郷政恒 ろくごう まさつね | 従五位下 兵庫頭 | 文政5年 - 嘉永元年 1822年 - 1848年  | 40   | 六郷政芳（7代藩主・政速の長男）の長男。             |
| 10 | 六郷政殷 ろくごう まさただ | 従五位下 伊賀守 | 嘉永元年 - 文久元年 1848年 - 1861年 | 34   | 9代藩主・政恒の次男。                               |
| 11 | 六郷政鑑 ろくごう まさかね | 従五位下 兵庫頭 | 文久元年 - 明治4年 1861年 - 1871年  | 60   | 10代藩主・政殷の長男。                              |

## 幕末の領地
- 出羽国（羽後国）
  - 由利郡のうち - 103村